# Emomali Rahmon
Emomali Sharípovich Rahmon (en Idioma ruso: Эмомали Шарипович Рахмон, Idioma tayiko: Эмомалии Шари́пович Раҳмон, o en Idioma persa; امامعلی شریپوویچ رحمان; Kulob, 5 de octubre de 1952) es un político tayiko que se desempeña como presidente de Tayikistán desde el 16 de noviembre de 1994. Anteriormente fue Presidente de la Asamblea Suprema de Tayikistán, como jefe de Estado de facto desde el 20 de noviembre de 1992 hasta el 16 de noviembre de 1994 (el cargo de presidente fue abolido temporalmente durante este período).
Rahmon encabeza un régimen autoritario en Tayikistán con elementos de culto a la personalidad. Los opositores políticos han sido reprimidos, las violaciones de los derechos humanos y las libertades de expresión son consideradas graves, las elecciones no son libres ni justas mientras que la corrupción y el nepotismo son rampantes. 
Varios cargos gubernamentales importantes del país están ocupados por miembros de su familia, como su hijo Rustam Emomali, quien se desempeña como presidente del parlamento y alcalde de la capital, Dusambé.

## Biografía

### Primeros años
Rahmon nació con el nombre de Emomalí Sharípovich Rajmónov (Ruso: Эмомали́ Шари́пович Рахмо́нов, romanizado: Emomali Šaripovič Rahmonov). Su padre se llamaba Sharif Rajmónov y su madre Mayram Sharífova, pareja de campesinos originarios de Danghara, óblast de Kulob (en la actualidad provincia de Khatlon) de la RSS de Tayikistán. Sirvió en la Flota del Pacífico de la Armada Soviética entre los años 1971 y 1974. Luego de completar su servicio militar, Rahmon volvió a su pueblo donde trabajó durante un tiempo como electricista.
De acuerdo a su biografía oficial, Rahmon se graduó de la Universidad Nacional Tayika con un grado especializado en Economía en 1982. Al ser un importante funcionario del Partido Comunista local, fue elegido presidente del sindicato de su sovjós local en Danghara, para más tarde, en 1987 ser elegido presidente de la misma.

### Carrera política
Estrecho colaborador del anterior presidente, Rahmon Nabiyev (1991-1992), desempeñó un papel fundamental en la lucha de los comunistas para expulsar a los rebeldes islamistas y demócratas de Dusambé, capital de Tayikistán. Dirigió las tropas desde Kulob, localidad situada al sur de la República, y apoyó la intervención de fuerzas militares de otras antiguas repúblicas soviéticas. Cuando Nabíyev fue depuesto por los rebeldes en 1992, resultó abolido el régimen presidencial y la presidencia del Sóviet Supremo se convirtió en el cargo más elevado del país. Pocos meses después de la desaparición de Nabíyev, Rahmon fue elegido presidente del Sóviet Supremo.

## Presidencia  (1994-presente)
Uno de sus principales objetivos, una vez en el cargo, fue detener la huida de rusos y otros ciudadanos no tayikos de la República, con el fin de evitar que su huida originara el colapso de la economía del país. Después de la reconquista de Dusambé, Rahmon agradeció públicamente al presidente de Uzbekistán, Islom Karimov, la ayuda prestada para restaurar el régimen. En 1993, acudió a una reunión, cuyo anfitrión fue Karimov, en la que los jefes de Estado de las cinco antiguas repúblicas soviéticas de Asia Central crearon la Comunidad de Estados de Asia Central. Un año más tarde, en el mes de noviembre, y luego de unas elecciones democráticas, Rajmanov resultó elegido presidente de la República. Desde entonces, su posición se ha visto considerablemente debilitada, debiendo su propio mantenimiento en el poder al apoyo de Rusia. En diciembre de 1996, firmó con el jefe militar de la oposición fundamentalista islámica, Aid Abdulá Nuri, un protocolo de alto el fuego. En mayo de 1997, sufrió un atentado en el que perecieron dos personas y, pocos meses después, llegó a un acuerdo de paz que dio paso a la creación de un gobierno de coalición con participación islamista. No obstante, un ataque de guerrilleros islamistas a Dusambé, producido a finales de abril de 1998, que finalizó con un nuevo alto el fuego a principios del mes siguiente, demostró la fragilidad de la paz obtenida en el país.
El 26 de septiembre de 1999, un referéndum convocado para aprobar la nueva Constitución que permitiera la reconciliación nacional, bajo el patrocinio de la Organización de las Naciones Unidas (ONU), aumentó el mandato presidencial de cinco a siete años, sin derecho a reelección, y la creación de partidos políticos musulmanes. Rahmon logró poder presentarse a los comicios que tuvieron lugar dos meses después, ya que su elección anterior no se contabilizó a efectos de aplicar la nueva Constitución, y volvió a ser elegido al obtener casi el 97% de los votos emitidos.
El 22 de mayo de 2016, un referéndum nacional aprobó una serie de reformas a la constitución del país. Uno de los principales cambios fue la eliminación del límite de mandatos presidenciales, lo que permitió efectivamente a Rahmon permanecer en el poder durante tantos mandatos como desee. Otros cambios significantes fueron la prohibición de partidos políticos religiosos, finalizando así la eliminación del proscrito Partido de Renacimiento Islámico de la política de Tayikistán, y redujeron la edad mínima de elegibilidad para los candidatos presidenciales de 35 a 30 años, lo que permitió al hijo mayor de Rahmon, Rustam Emomali, postularse para presidente. en cualquier momento después de 2017. En enero de 2017, Rustam Emomali fue nombrado alcalde de Dusambé, un puesto clave que algunos analistas ven como el siguiente paso para alcanzar la presidencia en caso de que Rahmon falleciera o renuncie.
Tayikistán bajo Rahmon es descrito como un régimen neopatrimonial, caracterizado por un alto grado de clientelismo, corrupción y mala gobernanza.  En un cable diplomático filtrado en 2010, el embajador de Estados Unidos en Tayikistán informó que Rahmon y su familia controlan las principales empresas del país, incluido el banco más grande. En noviembre de 2018, Rahmon inauguró una central hidroeléctrica para solucionar problemas energéticos del país.

### Guerra contra el terrorismo
En julio de 2021, más de 1.000 soldados y civiles afganos huyeron a Tayikistán después de que los insurgentes talibanes tomaran el control de muchas partes de Afganistán. En respuesta, Rahmon ordenó el envío de 20.000 soldados de reserva de las Fuerzas Terrestres del país a la frontera afgano-tayika.

### Culto a la personalidad
En diciembre de 2015, una ley aprobada por el parlamento de Tayikistán otorgó a Rahmon el título de "Fundador de la Paz y la Unidad Nacional, Líder de la Nación" (en tayiko: Асосгузори сулҳу ваҳдати миллӣ – Пешвои миллат, Asosguzori sulhu vahdati millî – Peshvo'i millat; Ruso: Основатель мира и национального единства – Лидер нации, Osnovatel mira i natsionalnogo yedinstva – Lider natsii).  Una versión más corta del título, "Líder de la Nación", se usa con frecuencia. Además de otorgar a Rahmon inmunidad de por vida contra el enjuiciamiento, la ley también le otorgó una serie de otros privilegios de por vida, incluidos los poderes de veto sobre todas las decisiones estatales importantes, la libertad de dirigirse a la nación y al parlamento sobre todos los asuntos que considere importantes y el privilegio de asistir a todas las reuniones gubernamentales y sesiones parlamentarias.

## Vida personal
Está casado con Azizmo Asadullayeva y tiene nueve hijos. Dos de sus hijos, Rustam Emomali y Ozoda Rahmon, son altos funcionarios dentro de su gobierno,mientras que otra, Zarina Rahmon, fue nombrada subdirectora de Orienbank en enero de 2017.  Se cree ampliamente que Rustam será el sucesor de su padre. 
En el verano de 2021, la pandemia de COVID-19 asoló el país y, según los informes, la hermana de Emomali Rahmon falleció en un hospital debido a que contrajo COVID-19 el 20 de julio. Según los medios locales, sus hijos agredieron físicamente al Ministro de Salud nacional y a un médico de alto rango.

## Honores y premios
- Héroe de Tayikistán

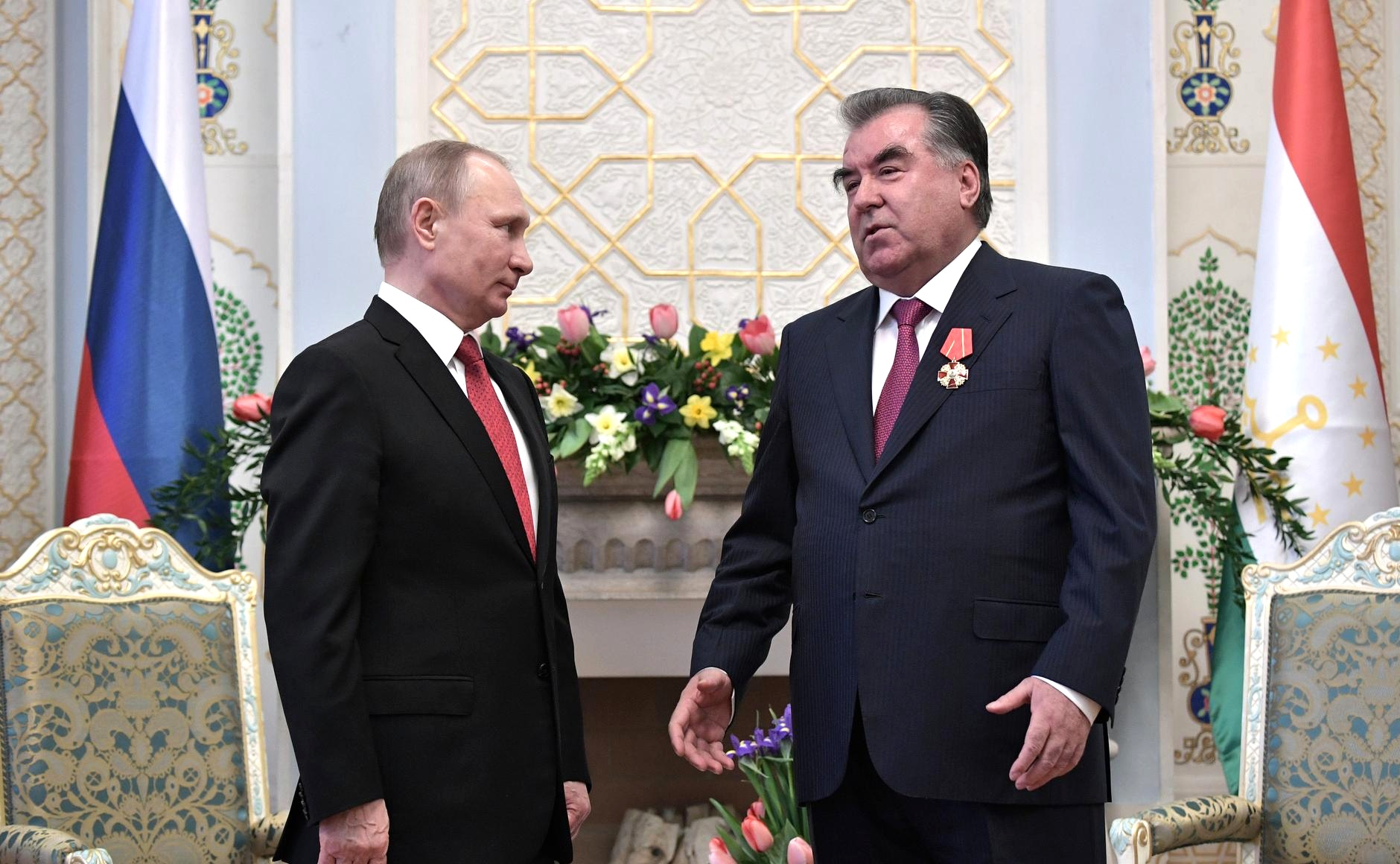
El presidente ruso, Vladímir Putin, le otorgó a Rahmon la Orden de Alejandro Nevski en febrero de 2017

- Orden de Mubarak el Grande
- Orden del Príncipe Yaroslav el Sabio (2008)
- Orden de las Tres Estrellas (2009)
- Orden al Mérito de Ucrania (2011)
- Orden Heydar Aliyev (2012)
- Orden del Presidente de Turkmenistán (2012)
- Orden de la República de Serbia (2013) [26]
- Orden de Alejandro Nevski (2017) [27]
- Orden de Parasat (2018) [28]
- Marca de Honor de los Jefes de Estado de Asia Central (2021) [29]
- Orden al Mérito por la Patria (2022) [30]
- Orden del Águila Dorada (2023) [31]
- Medalla de la Amistad (2024) [32]